# Peter Knechtli
Peter Knechtli (* 11. November 1949 in Schöftland) ist ein Schweizer Journalist.

## Leben
Peter Knechtli wuchs in Aarau auf und lernte Schriftsetzer beim „Aargauer Tagblatt“. Dessen damaliger Chefredaktor Kurt Lareida ermöglichte ihm im Jahr 1970 mit der Betreuung einer neuen, monatlich erscheinenden Jugendseite ("Jugend aktuell") den nebenamtlichen Einstieg in die publizistische Tätigkeit.
Seine professionelle journalistische Karriere begann Knechtli 1972 als Lokalredaktor beim Thurgauer Volksblatt und 1973 beim Thurgauer Volksfreund. 1974 war er Redaktor der National-Zeitung in Basel, wo er im Ressort Baselland arbeitete. 1977 war er unter Roger Schawinski Leiter der Regionalredaktion Basel/Nordwestschweiz der Zeitung Die Tat. Ab 1978 war er als Basler Korrespondent und freier Journalist für zahlreiche schweizerische, badische und elsässische Tages- und Wochenzeitungen sowie Nachrichtenmagazine wie SonntagsZeitung, Weltwoche, NZZ am Sonntag, Beobachter, Luzerner Neuste Nachrichten, Berner Zeitung, St. Galler Tagblatt sowie für Schweizer Radio DRS (neu: SRF) tätig.
Er konzipierte im Auftrag von Andreas Blum, dem damaligen Direktor von Radio DRS, den Kulturtipp (früher Radio-Magazin). In seinen jüngeren Jahren war Knechtli als freier Medienschaffender stark gewerkschaftlich engagiert, so insbesondere als Vorstandsmitglied und Vizepräsident der «Schweizerischen Journalisten-Union» (SJU).
Als Herausgeber und Hauptautor war er führend am Handbuch Freie Journalisten beteiligt, das in zwei Auflagen 1984 und 1990 als deutschsprachiges Standardwerk und Ratgeber für freie Journalisten galt. Er ist auch Co-Autor in Kalte Kommunikation und Das Ereignis (beide Lenos Verlag, Basel) sowie Gastautor in Herausgefordert – die Geschichte der Basler Zeitung. Auch engagierte er sich – mit Publikationen, Dienstleistungspaketen und Bildungs-Veranstaltungen – stark für die Rechte und die Professionalisierung des Berufsbildes der Freien Journalisten.
Knechtli ist ein Pionier des Online-Journalismus. 1997 gründete er die Basler Informationsplattform OnlineReports, eines der ersten unabhängigen Schweizer News-Portale, damals unter der Marke «Peter Knechtli Reports». Im Oktober 1998 nahm OnlineReports den kommerziellen Betrieb auf. Seither leitete Knechtli bis 30. Juni 2023 das regionale News-Portal als Chefredaktor und Geschäftsführer. Per 1. Juli 2023 übergab er die OnlineReports GmbH und die redaktionelle Verantwortung an seine Nachfolger Alessandra Paone und Jan Amsler.
Viele seiner Recherchen stiessen über die Region hinaus auf Aufmerksamkeit. Im April 2012 deckte er den Betrugsskandal um die "ASE Investment AG" auf, in der zahlreiche Anleger um eine Schadenssumme von insgesamt  170 Millionen Franken betrogen wurden. Als Erster berichtete er über Konstruktionsfehler (Risse) am Basler "Combino"-Tram, wobei die gesamte Flotte dieses Typs an den Lieferanten Siemens zur Überprüfung und Reparatur zurückgeliefert werden musste. Ebenso enthüllte Knechtli, dass ein Baselbieter Kantonsingenieur die Pläne seines Eigenheims nach Erteilung der Baubewilligung abgeändert hatte, was ihn seine Stelle kostete. Weitere Primeurs waren die Entlarvung eines falschen Professors an der Höheren Wirtschafts- und Verwaltungsschule  des Kantons Aargau, die Verhaftung eines stellvertretenden Jugendanwalts im Kanton Basel-Landschaft, der Wegzug von Roche-Präsident Franz Humer aus Riehen BS nach Zollikon ZH, der Ausstieg der IWB aus dem Offshore-Windpark "Bard 1" in der Nordsee oder eine Amigo-Affäre beim Bau einer Test-Velohochbahn im Raum Basel, die sodann nie zustande kam.
Knechtli ist verheiratet und Vater zweier erwachsener Kinder. In seiner Freizeit betätigt er sich als Jazztrompeter.

## Ehrungen
Zweimal in Folge – in den Jahren 2007 und 2008 – wurde Knechtli als «Schweizer Journalist des Jahres» in der Kategorie Lokaljournalismus ausgezeichnet.

## Publikationen
- Herausgeber/Hauptautor von Handbuch Freie Journalisten (Lenos Verlag, Basel 1984; 21990)
- Mitautor von Kalte Kommunikation (Lenos Verlag, 1985)
- Mitautor von Das Ereignis (Lenos Verlag, 1986)
- Gastautor von Herausgefordert – die Geschichte der Basler Zeitung (Christoph Merian Verlag, 2012)